# 蚌埠市
蚌埠市（ほうふ-し、略称：蚌、別名：珠城）は、中華人民共和国安徽省に位置する地級市である。また、安徽省の重要な拠点都市であり、安徽省北部の貿易・通商の中心地、加工・製造の中心地、郵便・通信の指令発信地としても知られている。
蚌埠は「禹会諸侯地、淮上明珠城」として知られている。蚌埠地区の歴史は「古代の真珠採りの場所」であり、ここに真珠採取船が停泊し、蚌埠渡と呼ばれ、その後蚌埠村と蚌埠集とも呼ばれていた。そのため、蚌埠は「珠城」としても知られている。 蚌埠は淮河に依存して水運を発展させており、数千キロに及ぶ淮河の最初の港湾都市であり、蚌埠港は現在、川と海の間の複合輸送能力を持つ総合港に発展している。
蚌埠地域は長い歴史があり、新石器時代から人間の活動があり、約7300年前の双墩遺跡にまで遡ることができる。龍山文化の中後期に属する禹会村の遺跡は、大禹が諸侯と会ったという伝説と関係があると考えられている。近代の蚌埠市は、主に津浦鉄道の開通と淮河水運の繁栄により、急速に安徽省北部の重要な貿易・商業都市に発展し発展したため、「列車に引かられてきた街」とも呼ばれる。1947年1月1日、蚌埠は安徽省で最初の都市として正式に設立された。
蚌埠は、全国の地域中心都市、全国の総合交通ハブ、淮河流域の中心都市、安徽省北部の中心都市、安徽省観光の中心都市、全国の文明都市である。 同時に、蚌埠は淮河生態経済帯核心都市であり、合蕪蚌自主創新総合配套改革試験区核心都市でもある。

## 地名の由来
古代、淮河は懐遠荊山口から蚌埠地域に流れ、水流が遅くなり水が澄んでいて水草が繁茂していたため、ムール貝が繁殖して真珠を作るのに適していた。
夏の時代、現在の蚌埠都市部の西部と懐遠県は塗山氏国に属し、都市部の東部は鍾離国に属し、明の洪武年間まで鍾離の名称が維持されていた。
明の洪武年間に、鍾離は中立県と臨淮県に変更され、鳳陽県が追加された。現在の蚌埠都市部の西部は懐遠県に、東部は鳳陽県に属し、現在の固鎮県は宿州県・懐遠県・霊璧県・五河県・鳳陽県に属していた。『尚書・禹貢』には、「泗濱浮磬、淮夷蠙珠曁魚」と記録されている。それは、泗水の近くには、彫ったり磨いたりできるブルーストーンのようなものがあり、ビーズはアサリで、このアサリが真珠を作っているということです。清の時代の『鳳陽府志』には、「蚌埠集在霊璧西南160里、乃古採珠之地」と記録されている。ここに真珠採取船が停泊し、蚌埠渡と呼ばれ、その後蚌埠村と蚌埠集とも呼ばれていた。そのため、蚌埠は「珠城」としても知られている。座標: 北緯32度55分3.45秒 東経117度22分56.70秒 / 北緯32.9176250度 東経117.3824167度

## 地理
中華人民共和国華東地域、長江デルタの西側、安徽省の北東、中国の南北の地理的境界線である秦嶺-淮河沿いの中流域にある。また、京滬鉄道と淮南鉄道が交差する華北平野の南端に位置する。上海中心部から500km圏内の都市の1つである。蚌埠市は、蚌山区・竜子湖区・禹会区・淮上区の4つの区と、懐遠県・五河県・固鎮県の3つの県を管轄しており、総面積は5,952平方キロメートルとなっている。2016年末時点で、3つの県を含む蚌埠市の総登録人口は3,795,200人、居住人口は3,330,000人である。領土は平原が中心で、南部には丘陵が点在している。 北部亜熱帯湿潤モンスーン気候と南部温帯半湿潤モンスーン気候の移行帯に属している。

## 歴史
1947年1月1日、蚌埠は安徽省で最初の都市として正式に設立されました。

## 行政区画
4市轄区・3県を管轄する。
- 市轄区：
  - 蚌山区・竜子湖区・禹会区・淮上区
- 県：
  - 懐遠県・五河県・固鎮県

| 蚌埠市の地図                                       |
| -------------------------------------------------- |
| 竜子湖区 蚌山区 禹会区 淮上区 懐遠県 五河県 固鎮県 |

### 年表
この節の出典

#### 皖北行署区蚌埠市
- 1949年10月1日 - 中華人民共和国皖北行署区蚌埠市が発足。東市区・西市区・中市区・小蚌埠区が成立。(4区)
- 1952年5月2日 - 宿県専区懐遠県の一部が西市区・小蚌埠区に分割編入。(4区)
- 1952年8月7日 - 安徽省の成立により、安徽省蚌埠市となる。

#### 安徽省蚌埠市
- 1955年3月 - 宿県専区懐遠県の一部が小蚌埠区に編入。(4区)
- 1956年3月 - 小蚌埠区が郊区に改称。(4区)
- 1956年11月26日 - 蚌埠専区鳳陽県の一部が東市区に編入。(4区)
- 1958年12月4日 (4区)
  - 蚌埠専区懐遠県の一部が郊区に編入。
  - 蚌埠専区鳳陽県の一部が東市区に編入。
- 1959年12月 - 蚌埠専区懐遠県の一部が郊区に編入。(4区)
- 1963年8月 - 郊区が東市区・西市区・中市区に分割編入。(3区)
- 1968年8月8日 - 東市区・西市区・中市区の各一部が合併し、郊区が発足。(4区)
- 1983年10月8日 - 宿県地区懐遠県・固鎮県・五河県を編入。(4区3県)
- 1984年7月 - 懐遠県の一部が郊区に編入。(4区3県)
- 1984年10月29日 - 懐遠県の一部が淮南市潘集区に編入。(4区3県)
- 1985年11月 - 懐遠県、滁県地区鳳陽県の各一部が郊区に編入。(4区3県)
- 2004年1月10日 (4区3県)
  - 東市区・中市区・郊区の各一部が合併し、竜子湖区が発足。
  - 中市区・西市区・郊区の各一部および東市区の残部が合併し、蚌山区が発足。
  - 西市区の残部・郊区の一部が合併し、禹会区が発足。
  - 郊区の残部・中市区の残部および懐遠県・固鎮県の各一部が合併し、淮上区が発足。
- 2013年12月24日 - 懐遠県の一部が禹会区に編入。(4区3県)
- 2014年2月11日 - 五河県の一部が淮上区に編入。(4区3県)

#### 蚌埠専区
- 1956年1月12日 - 宿県専区(8県)・滁県専区(8県)が合併し、蚌埠専区が発足。(16県)
- 1956年2月 - 全椒県の一部が肥東県に編入。(16県)
- 1956年3月 (16県)
  - 江蘇省徐州専区睢寧県の一部(李集区陳集郷の一部)が霊璧県に編入。
  - 霊璧県の一部(九頂区・高楼区の各一部)が江蘇省徐州専区睢寧県に編入。
- 1956年8月 (16県)
  - 来安県の一部が滁県に編入。
  - 滁県の一部が全椒県に編入。
- 1956年11月26日 (16県)
  - 定遠県の一部が六安専区寿県に編入。
  - 肥東県の一部が合肥市郊区に編入。
  - 鳳陽県の一部が蚌埠市東市区に編入。
- 1958年7月12日 - 肥東県が合肥市に編入。(15県)
- 1958年12月4日 (15県)
  - 懐遠県の一部が蚌埠市郊区に編入。
  - 鳳陽県の一部が蚌埠市東市区に編入。
- 1959年3月22日 (1市12県)
  - 濉渓県が市制施行し、濉渓市となる。
  - 蕭県・碭山県が合併し、蕭碭県が発足。
  - 滁県・全椒県が合併し、滁全県が発足。
- 1959年12月15日 - 炳輝県が天長県に改称。(1市12県)
- 1959年12月 - 懐遠県の一部が蚌埠市郊区、淮南市大通区に分割編入。(1市12県)
- 1960年4月16日 (12県)
  - 濉渓市が地級市の濉渓市に昇格。
  - 蕭碭県の一部が濉渓市に編入。
- 1961年4月7日 
  - 滁全県・嘉山県・定遠県・鳳陽県・来安県・天長県が滁県専区に編入。
  - 宿県・蕭碭県・霊璧県・五河県・泗県・懐遠県が宿県専区に編入。

## 河川
市の北端を淮川が西から東へ流れる。
- 淮川
- 竜湖
- 張公山湖

## 名所・名物
花鼓戯、湯和墓、明皇陵、中都城、竜興寺、白石山森林公園、禹王宮、白乳泉、卞和洞

### 橋
- 京滬大橋
- 京滬二橋
- 京滬新橋
- 京福大橋
- 朝陽大橋
- 解放大橋
- 荊塗大橋
- 竜湖大橋
- 臨淮関大橋

## 交通

### 鉄道

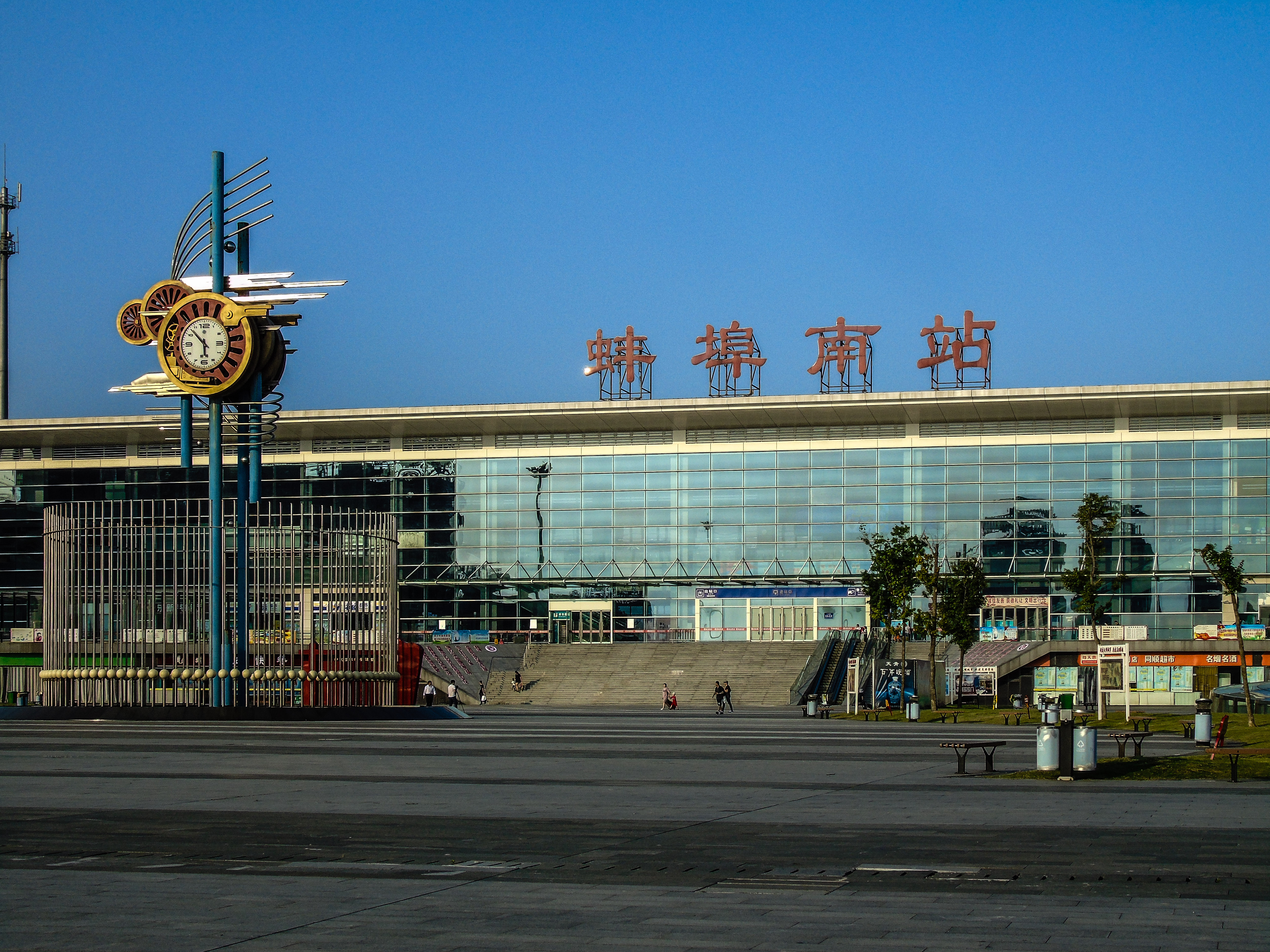
蚌埠南駅

- 中国鉄路総公司
  - 京滬高速鉄道
  - 合蚌旅客専用線
    - 蚌埠南駅

  - 京滬線
  - 水蚌線
    - 蚌埠駅

### 道路

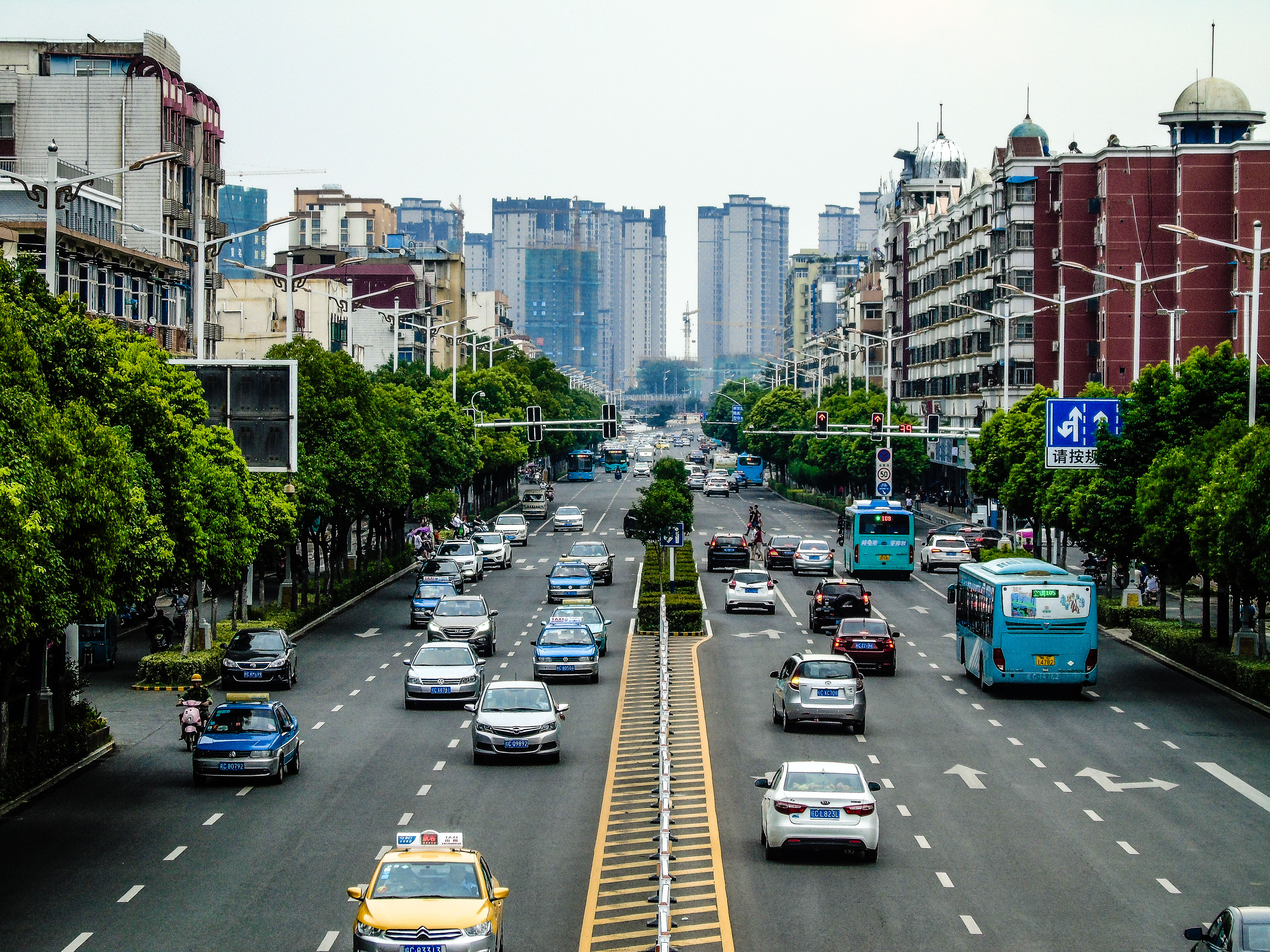
蚌埠駅後方の勝利路

- 高速道路
  - 京台高速道路
  - 寧洛高速道路
  - 徐明高速道路
- 国道
  - G104国道
  - G206国道

## 大学、高等学校
- （蚌埠）安徽財経大学
- （蚌埠）安徽電子信息学院（短大）
- （蚌埠）安徽科技学院
- （蚌埠）蚌埠医科大学
- （蚌埠）蚌埠学院
- （蚌埠）蚌埠工商学院（私立）
- （蚌埠）中国コンピューター坦克学院
- （蚌埠）中国コンピューター汽車管理学院
- （蚌埠）中国空軍十三飛行学院
- （蚌埠）中国海軍士官学院

## 友好都市
- 摂津市 (日本 大阪府) - 1984年5月5日
- ベルガモ (イタリア共和国 ロンバルディア州) - 1988年9月6日
- Tameside (イギリス イングランド グレーター・マンチェスター) - 1995年3月29日
- Barra Mansa (ブラジル リオデジャネイロ州) - 1999年7月20日
- ソルノク (ハンガリーヤース・ナジクン・ソルノク県) - 2016年9月10日

## 出身者
- 大禹